# 2019 у телебаченні
Список 2019 у телебаченні описує події у сфері телебачення, що відбулися 2019 року.

## Події

### Січень
- 1 січня — Початок мовлення регіонального телеканалу «Крокус TV» в Білій Церкві у стандарті DVB-T2[1].
- 2 січня — Ребрендинг суспільного телеканалу «ТТБ» і зміна логотипу на «UA: Тернопіль».
- 10 січня — Перехід кримськотатарського телеканалу «ATR» до мовлення у стандарті високої чіткості (HD)[2].
- 14 січня
  - Ребрендинг телеканалу «NewsNetwork» у «Rabinovich TV»[3].
  - Перехід суспільного телеканалу «Миколаїв» до мовлення у широкоекранному форматі зображення 16:9[4].
  - Запуск сервісом «Megogo» нового футбольного телеканалу «Megogo Футбол»[5].
- 15 січня — Перехід телеканалу «NewsOne» до мовлення у форматі високої чіткості (HD).
- 18 січня — Початок мовлення нового тростянецького регіонального телеканалу «TVT»[6].
- 21 січня — Зміна логотипу та перехід телеканалу «Сварожичи» до мовлення у широкоекранному форматі зображення 16:9 та початок мовлення у форматі високої чіткості (HD).
- 22 січня — Припинення мовлення та закриття телеканалу «ТВі»[7].
- 24 січня
  - Телеканал «Лтава» отримав логотип «UA: Полтава»[8].
  - Перехід каналів «#Наш», «#Наше Music», «#Наш Kids», «#Наше HDR», «Етно канал» групи «Наше медіа» до мовлення у форматі надвисокої чіткості Ultra HD[9].
- 25 січня — Початок мовлення телеканалу «Капрі» в Покровську у стандарті DVB-T2[10].
- 29 січня — Телеканали «Прямий» і «5 канал» помінялися місцями у мультиплексах DVB-T2. «Прямий» перейшов з MX-5 у МХ-2, а «5 канал» — з МХ-2 у МХ-5[11][12].
- 30 січня — Припинення аналогового мовлення хмельницького регіонального телеканалу «Перший подільський» на 49 ТВК в Теофіполі[13].
- Перехід миколаївського регіонального «35 каналу» до мовлення у широкоекранному форматі зображення 16:9 та перехід каналу до цілодобового формату мовлення.

### Лютий
- 1 лютого — Початок мовлення нового кропивницького регіонального телеканалу «Вітер» медіахолдингу «CBN» (Центральноукраїнське бюро новин)[14].
- 2 лютого — Початок мовлення житомирського телеканалу «СК1» в Житомирській області у стандарті DVB-T2[15].
- 4 лютого
  - Перехід суспільного телеканалу «Скіфія» до мовлення у широкоекранному форматі зображення 16:9[16].
  - Перехід суспільного телеканалу «UA: Культура» на платну модель дистрибуції[17].
  - Перехід регіонального телеканалу «Новий Чернігів» до цілодобового мовлення.
- 7 лютого — Початок мовлення «35 каналу» в Первомайську у стандарті DVB-T2[18].
- 8 лютого — Телеканал «Кіровоград» отримав логотип «UA: Кропивницький»[19].
- 11 лютого
  - Ребрендинг суспільного телеканалу «Лтава» та зміна логотипу на «UA: Полтава».
  - Перехід суспільного телеканалу «UA: Одеса» до мовлення у широкоекранному форматі зображення 16:9[20].
- 20 лютого — Перехід суспільного «Центрального каналу» до мовлення у широкоекранному форматі зображення 16:9[21].
- 22 лютого — Ребрендинг полтавського телеканалу «Місто» у «Центральний»[22].
- 25 лютого
  - Зміна графічного оформлення каналу «Україна».
  - Повторне відновлення мовлення телеканалу «ТВі».

### Березень
- 1 березня
  - Зміна графічного оформлення телеканалу «НАШ».
  - Перехід регіонального телеканалу «Рівне 1» до мовлення у стандарті високої чіткості (HD).
- 7 березня — Ребрендинг суспільного телеканалу «Кіровоград» та зміна логотипу на «UA: Кропивницький».
- 13 березня — Початок мовлення телеканалу «Перший подільський» у Білогір'ї у стандарті DVB-T2.
- 14 березня — Перехід суспільного телеканалу «UA: Полтава» до мовлення у широкоекранному форматі зображення 16:9[23].
- 18 березня — Зміна логотипу і графічного оформлення телеканалу «ZIK».
- 25 березня — Початок мовлення телеканалу «Перший подільський» у Полонному у стандарті DVB-T2[24].
- Перехід одеського регіонального телеканалу «Olvia» до мовлення у стандарті високої чіткості (HD).

### Квітень
- 15 квітня — Перехід суспільного телеканалу «UA: Суми» до мовлення у широкоекранному форматі зображення 16:9[25].
- 23 квітня — Перехід телеканалу «O-TV» до мовлення у широкоекранному форматі зображення 16:9.

### Травень
- 1 травня — Припинення мовлення та закриття жовтоводського регіонального телеканалу «TV-Степ»[26].
- 14 травня — Перехід суспільного телеканалу «UA: Харків» до мовлення у широкоекранному форматі зображення 16:9[27].
- 17 травня — Початок мовлення регіонального телеканалу «Пирятин» у Полтавській області у стандарті DVB-T2[28].
- 30 травня — Телеканал «Миколаїв» отримав логотип «UA: Миколаїв»[29].
- 31 травня — Ребрендинг суспільного телеканалу «Миколаїв» та зміна логотипу на «UA: Миколаїв».

### Червень
- 10 червня — Зміна логотипу і графічного оформлення телеканалу «4ever Music».
- 11 червня — Припинення мовлення та закриття регіонального телеканалу «РТК Хуст»[30].
- 12 червня — Перехід телеканалу «Сонце» до мовлення у стандарті високої чіткості (HD).
- 13 червня — Повторне припинення мовлення та закриття телеканалу «ТВі»[31].
- 14 червня — Створення проросійського медіахолдингу «Новини»[32].
- 19 червня — Зміна логотипу телеканалу «ZIK».
- 23 червня — Запуск нового інформаційного телеканалу «Останній бастіон» у стандарті DVB-T2 в Полтаві[33].
- 24 червня — Телеканали «51 канал» і «Поділля-центр» отримали логотипи «UA: Дніпро» і «UA: Поділля»[34].
- Замовлення понад 600 тис. чипсетів і тюнерів для прийому закодованого супутникового сигналу абонентами[35].

### Липень
- 1 липня — Початок мовлення нового регіонального телеканалу «Броди online».
- 13 липня — Обстріл на будівлю телеканалу «112 Україна».
- 22 липня — Телеканали «Скіфія», «Запоріжжя» і «Центральний канал» отримали логотипи «UA: Херсон», «UA: Запоріжжя» і «UA: Київ»[36].
- 25 липня — Ребрендинг суспільного телеканалу «Скіфія» та зміна логотипу на «UA: Херсон».
- Формування медіагрупами альтернативного супутникового сигналу для B2B-сегменту (для прийому провайдерами)[35].
- Початок мовлення регіонального телеканалу «Град» в Одеській області у стандарті DVB-T2[37].

### Серпень
- 1 серпня
  - Запуск медіахолдингом «StarLightMedia» російськомовної версії телеканалу «Setanta Sports»[38].
  - Ребрендинг суспільних запорізьких та хмельницьких телеканалів «Запоріжжя» і «Поділля-центр» та зміна логотипів на «UA: Запоріжжя» і «UA: Поділля».
- 5 серпня — Зміна логотипу і графічного оформлення телеканалу «ZIK».
- 8 серпня — Перехід черкаського регіонального телеканалу «ВІККА» до мовлення у широкоекранному форматі зображення 16:9 та стандарті високої чіткості (HD).
- 12 серпня
  - Зміна графічного оформлення телеканалу «ТЕТ»[39].
  - Ребрендинг суспільного «Центрального каналу» і зміна логотипу на «UA: Київ».
- 14 серпня — Ребрендинг суспільного «51 каналу» і зміна логотипу на «UA: Дніпро».
- 19 серпня — Ребрендинг регіонального телеканалу «Київ TV» у «Київ».
- 26 серпня  — Початок мовлення нового жіночого телеканалу «GENUINE TV».

### Вересень
- 2 вересня — Зміна логотипу і графічного оформлення на «Громадському телебаченні».
- 9 вересня — Зміна логотипів і графічних оформлень «5 каналу» і телеканалу «Прямий».
- 19 вересня — Перехід телеканалу «1+1» до мовлення у стандарті високої чіткості (HD)[40].
- 28 вересня — Припинення мовлення телеканалу «112 Україна» у мультиплексі MX-5 цифрової етерної мережі DVB-T2[41].

### Жовтень
- 1 жовтня
  - Перезапуск телеканалу «КРТ» і перехід його до мовлення у широкоекранному форматі зображення 16:9[42].
  - Зміна логотипу і графічного оформлення телеканалу «NewsOne».
- 3 жовтня — Припинення мовлення та закриття броварського регіонального телеканалу «ЕКТА»[43].
- 14 жовтня — Росія повністю перейшла на цифрове телебачення[44].
- 17 жовтня — Зміна логотипу телеканалу «1+1».
- 22 жовтня — Ребрендинг одеського регіонального телеканалу «Olvia» в «Інший».
- 30 жовтня — Перехід суспільного телеканалу «UA: Чернігів» до мовлення у широкоекранному форматі зображення 16:9[45].
- 31 жовтня — Початок мовлення нового телеканалу кулінарної тематики «КусКус» холдингу «Film.UA Group»[46].

### Листопад
- 1 листопада
  - Початок мовлення нового інформаційного телеканалу «Перший незалежний»[47].
  - Початок мовлення нових телеканалів про моду «Fashion TV» від групи «Наше медіа» у форматі надвисокої чіткості Ultra HD[48].
  - Початок мовлення нового інформаційного телеканалу «UkrLive»[49].
  - Припинення мовлення телеканалу «Всі Новини» у мультиплексі MX-5 цифрової етерної мережі DVB-T2.
- 7 листопада — Перехід телеканалів «М1» та «М2» до мовлення у стандарті високої чіткості (HD)[50].
- 13 листопада
  - Початок мовлення телеканалу «D1» у локальному DVB-T2 мультиплексі Дніпра (47-й ТВК).
  - Зміна логотипу та перехід телеканалу «КРТ» до мовлення у стандарті високої чіткості (HD).
- 15 листопада — Зміна логотипу телеканалу «КРТ».
- 19 листопада — Припинення мовлення та закриття славутського регіонального телеканалу «КС»[51].
- 20 листопада — Початок мовлення нового телеканалу про риболовлю «Рибалка»[52].
- Перехід запорізького телеканалу «Z» до мовлення у форматі високої чіткості (HD).

### Грудень
- 1 грудня — Припинення аналогового мовлення дніпровського регіонального телеканалу «D1» на 2 ТВК в Синельниковому[53].
- 2 грудня — Ребрендинг телеканалу «Ескулап TV» в інформаційний телеканал «Україна 24» та початок його технічного мовлення[54][55][56][57].
- 3 грудня — Відновлення мовлення телеканалу «Перший Подільський» у Полонному у стандарті DVB-T2[24].
- 9 грудня — Ребрендинг телеканалу «НАШ»[58][59].
- 11 грудня — Початок роботи OTT-сервісу «Київстар ТБ»[60].
- 16 грудня
  - Початок повноцінного мовлення телеканалу «Україна 24»[61].
  - Зміна графічного оформлення парламентського телеканалу «Рада».
- 26 грудня
  - Початок мовлення телеканалу «ПлюсПлюс» у мультиплексі MX-3 цифрової етерної мережі DVB-T2 на місці телеканалу «Business»[62].
  - Початок мовлення телеканалів «Чернівці» та «TVA» у локальному DVB-T2 мультиплексі Чернівців (25 ТВК)[63][64].
- 31 грудня — Призупинення мовлення регіонального телеканалу «Донеччина TV».

## Без точних дат
- Початок мовлення нового волинського регіонального телеканалу «ГІТ».
- Початок мовлення телеканалу «KRATU» у Херсоні у стандарті DVB-T2.
- Початок мовлення телеканалу «ВІК» у Бердичеві у стандарті DVB-T2.
- Перехід балтського регіонального телеканалу «БІК» до мовлення у широкоекранному форматі зображення 16:9 і стандарті високої чіткості (HD)[65].
- Перехід дніпровського регіонального телеканалу «D1» до мовлення у стандарті високої чіткості (HD).
- Початок мовлення регіонального телеканалу «Град» в Миколаївці у стандарті DVB-T2[66].
- Припинення мовлення телеканалу «Перший подільський» у Полонному у стандарті DVB-T2[24].
- Припинення мовлення та закриття тальнянського регіонального телеканалу «АТ»[67].
- Початок повноцінного мовлення дніпровського регіонального телеканалу «Відкритий».